# Maulbronn
Maulbronn ist eine Stadt im Enzkreis in Baden-Württemberg. Sie liegt zwischen Vaihingen an der Enz und Bretten und gehört zur Region Nordschwarzwald.
Maulbronn ist für das Kloster Maulbronn bekannt, das seit 1993 Weltkulturerbe der UNESCO ist.

## Geographie

### Stadtgliederung
Die Stadt Maulbronn besteht aus den drei Stadtteilen Maulbronn, Schmie und Zaisersweiher. Die Stadtteile sind räumlich identisch mit den früheren Gemeinden gleichen Namens, ihre offizielle Benennung erfolgt in der Form „Maulbronn-…“.
Zum Stadtteil Maulbronn gehören die Stadt Maulbronn, der Weiler „Elfinger Hof, Staatsdomäne“, die Orte Bahnhof Maulbronn-West, Elfinger Berghaus, Scheuelberghof, Seidehof und Stadtbahnhof Maulbronn. Zu den Stadtteilen Schmie und Zaisersweiher gehören jeweils nur die gleichnamigen Dörfer.
Im Stadtteil Maulbronn liegen die Wüstungen Billensbacher Hof und Salzachhof. Beide dienten dem Kloster als Grangien. 

## Geschichte

### Altertum
Bereits zur Römerzeit war das nahe dem Limes gelegene Gebiet um Maulbronn besiedelt, was Funde von römischen Götterstatuen belegen.

### Mittelalter
Im Jahr 1147 wurde im Bischoflehen zu Mulenbrunnen, nach einer Schenkung des Bischofs von Speyer an den Zisterzienserorden, das Kloster Maulbronn gegründet. Diese Klosteranlage entwickelte sich schnell zu einem wirtschaftlichen, gesellschaftlichen und politischen Zentrum in der Region.

### Neuzeit
Bereits um 1600 glich Maulbronn seiner herrschaftlichen Gebäude wegen eher einer Stadt als einem Dorf. In der Reformationszeit teilte das Kloster das Schicksal vieler anderer württembergischer Klöster, wurde säkularisiert und war von da an Sitz eines Vogtes, der ab 1759 Oberamtmann genannt wurde. Die Gemeinde Maulbronn existiert seit dem Jahr 1838. Sie entstand aus einer Ansiedlung, die sich um das Kloster gebildet hatte. Als Sitz des Oberamts Maulbronn gehörte sie zum Neckarkreis im seit 1806 bestehenden Königreich Württemberg. Mit dem Bahnhof „Maulbronn West“ besaß der Ort seit 1853 einen etwa 3,5 km vom Zentrum entfernten Anschluss an das Netz der Württembergischen Eisenbahn. 1886 wurde Maulbronn zur Stadt erhoben und war noch bis 1938 Oberamtsstadt, wobei das Oberamt von 1934 bis 1938 die amtliche Bezeichnung Kreis Maulbronn führte. Die Verwaltungsreform während der NS-Zeit in Württemberg führte 1938 zur Zugehörigkeit zum Landkreis Vaihingen.
Nach dem Zweiten Weltkrieg wurde Maulbronn Teil der Amerikanischen Besatzungszone und befand sich von 1945 bis 1952 im Land Württemberg-Baden. Durch den Zuzug vieler Heimatvertriebener nach dem verlorenen Krieg erhöhte sich die Einwohnerzahl deutlich.
Bei der Entstehung des neuen Bundeslandes Baden-Württemberg kam Maulbronn 1952 als Teil des Landkreises Vaihingen zum Regierungsbezirk Nordwürttemberg.
Mit der Gebietsreform vom 1. Januar 1973 wurde der Landkreis Vaihingen aufgelöst. Der westliche Teil dieses Landkreises mit der altwürttembergischen Gemeinde Maulbronn wurde dem neu gebildeten Enzkreis (Verwaltungssitz Pforzheim) im Regierungsbezirk Karlsruhe (nicht mehr in den exakten Grenzen Nordbadens) zugeordnet.
Die beiden frühesten wirtschaftlichen Standbeine der Stadt waren der Weinanbau sowie die Natursteinindustrie, die sich bereits vor dem Ersten Weltkrieg in Maulbronn etabliert hat.

### Naturstein
Der Maulbronner Schilfsandstein, den bereits die Zisterziensermönche abbauten, verhalf Maulbronn dank der um 1871 neu beginnenden Bauperiode zu einem explosionsartigen Wirtschaftsaufschwung. Der Naturstein wurde weit über die Region hinaus exportiert und hatte das Aufblühen mehrerer Steinhauerbetriebe wie etwa der Firma Burrer zur Folge. Heute spielt der Naturstein nur noch eine untergeordnete Rolle.

### Eingemeindungen
Am 1. Januar 1970 wurde die bis dahin selbstständige Gemeinde Schmie nach Maulbronn eingemeindet. Die heutige Stadt entstand am 1. Januar 1975 durch Vereinigung der Stadt Maulbronn und der Gemeinde Zaisersweiher.

### Religionen
Mit der Einführung der Reformation in Württemberg 1534 wurden auch Maulbronn, Schmie und Zaisersweiher lutherisch. Das Kloster wurde in eine Schule umgewandelt.
In Maulbronn wurde nach der Reformation in Württemberg, eventuell bereits ab 1555, für das damalige Klosteramt Maulbronn eine Special-Superintendentur und ein Generalat der Evangelischen Landeskirche in Württemberg eingerichtet. Es gehört zu den ältesten Dekanaten der Landeskirche. Sitz der Superintendentur war aber Knittlingen. 1703 wurde die Superintendentur Maulbronn in eine obere Maulbronner Diöcese und eine untere Maulbronner Diöcese geteilt. Die obere Diözese hatte zunächst ihren Sitz in Roßwag (heute ein Stadtteil von Vaihingen an der Enz), ab 1744 in Dürrmenz (heute ein Stadtteil von Mühlacker), die untere Diöcese hatte ihren Sitz in Knittlingen. 1827 wurden beide Dekanate vereinigt. Das nunmehrige Dekanat Maulbronn hatte seinen Sitz in Knittlingen. 1823 wurde das Generalat Maulbronn aufgehoben. Der Sitz des Dekanats Maulbronn, das nunmehr zum Generalat bzw. zur Prälatur Heilbronn gehörte, wurde 1938 dann von Knittlingen nach Maulbronn und 1970 von dort nach Mühlacker verlegt. Seither heißt das Dekanat bzw. der Verwaltungsbezirk Kirchenbezirk Mühlacker. Er umfasst auch alle evangelischen Kirchengemeinden im Stadtgebiet Maulbronns.
Die im Jahr 2001 von der DITIB errichtete Mimar-Sinan-Moschee hat einen Gebetsraum von 750 m² und ein 19 m hohes Minarett.

### Schmie

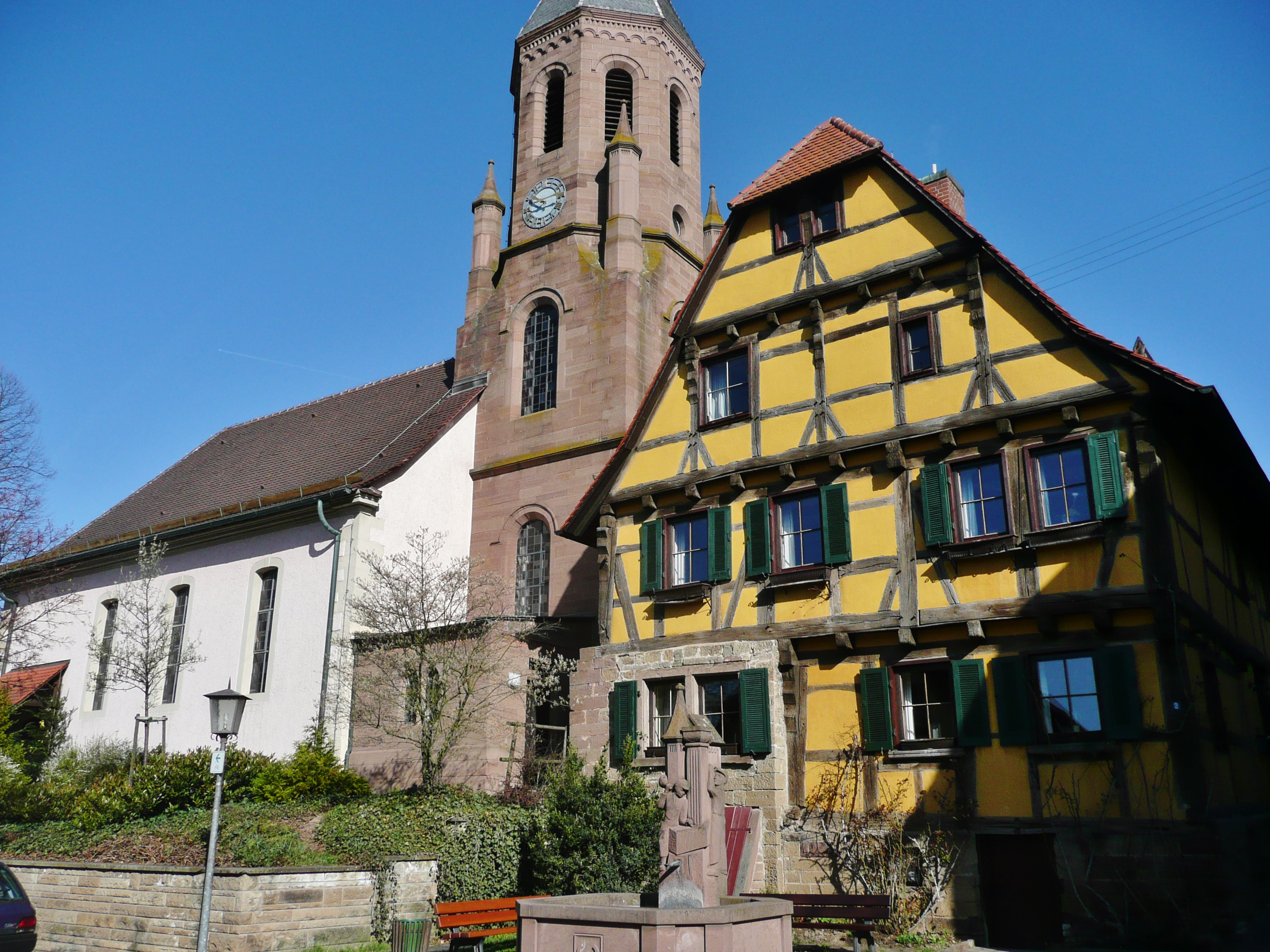
Kirche

Schmie ist wahrscheinlich zur Karolingerzeit gegründet worden. Der Name geht auf den gleichnamigen Fluss zurück. Im Jahr 788 findet eine urkundliche Erwähnung eines Schmiegaus statt. Die erste sichere schriftliche Überlieferung des Dorfes stammt aus dem Jahr 1308. Die Güter im Ort gehörten zunächst zu den Herren von Enzberg und Roßwag und gelangten bis Anfang des 15. Jahrhunderts in den Besitz des Klosters Maulbronn. Bis 1504 war Schmie jahrhundertelang württembergischer Grenzort zur Pfalz.

### Zaisersweiher
Zaisersweiher ist ebenfalls eine karolingische Gründung und wurde am 6. Januar 1100 in der Stiftungsurkunde des Klosters Sinsheim, erwähnt. Im 14. Jahrhundert übernahm das Kloster Maulbronn die Herrschaft über den Ort. Im bayerisch-pfälzischen Erbfolgekrieg eroberte 1504 Herzog Ulrich von Württemberg das ganze Klostergebiet, so dass auch Zaisersweiher württembergisch wurde. Im Dreißigjährigen Krieg wurde Zaisersweiher weitgehend zerstört.
Ortsansichten

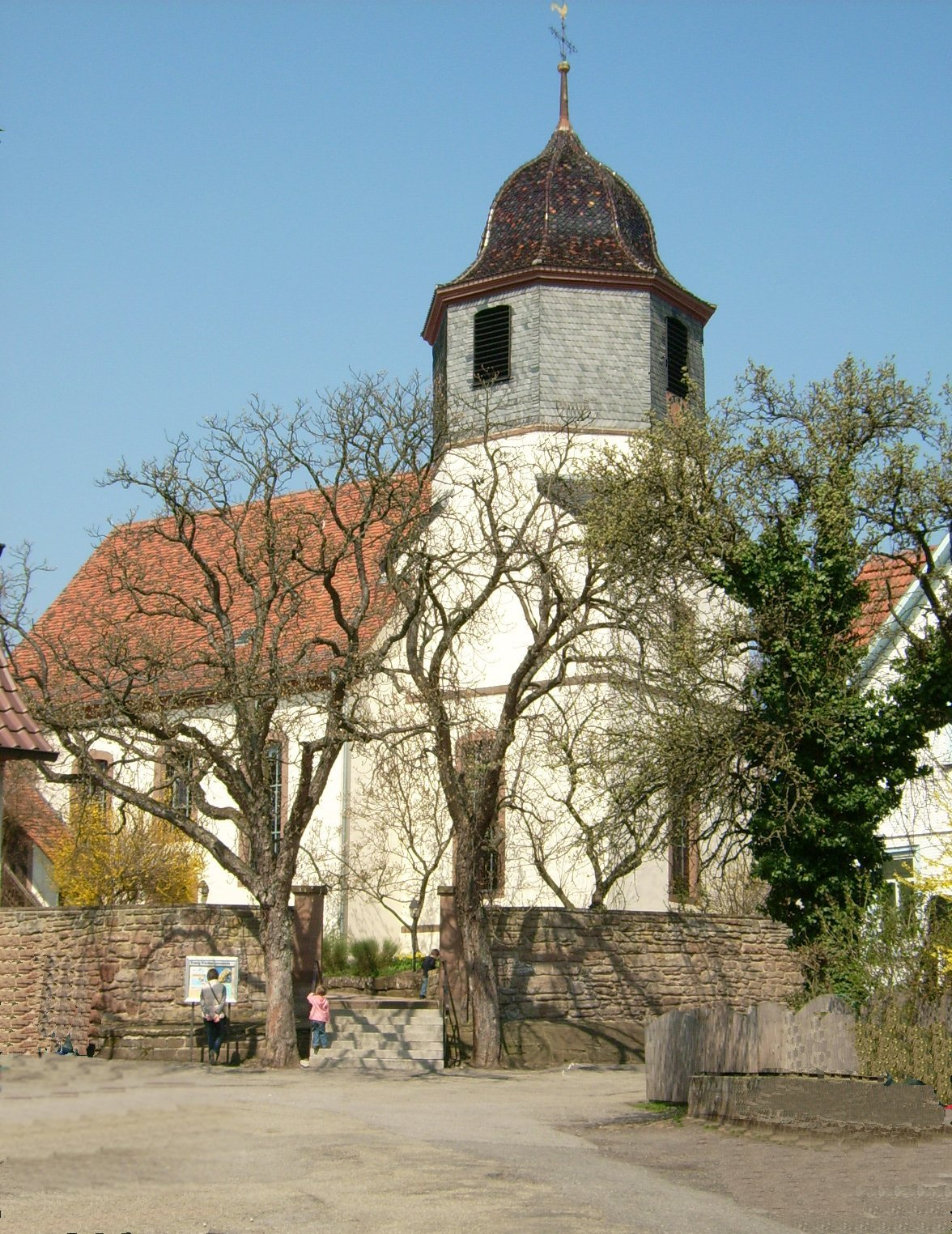
Kirche
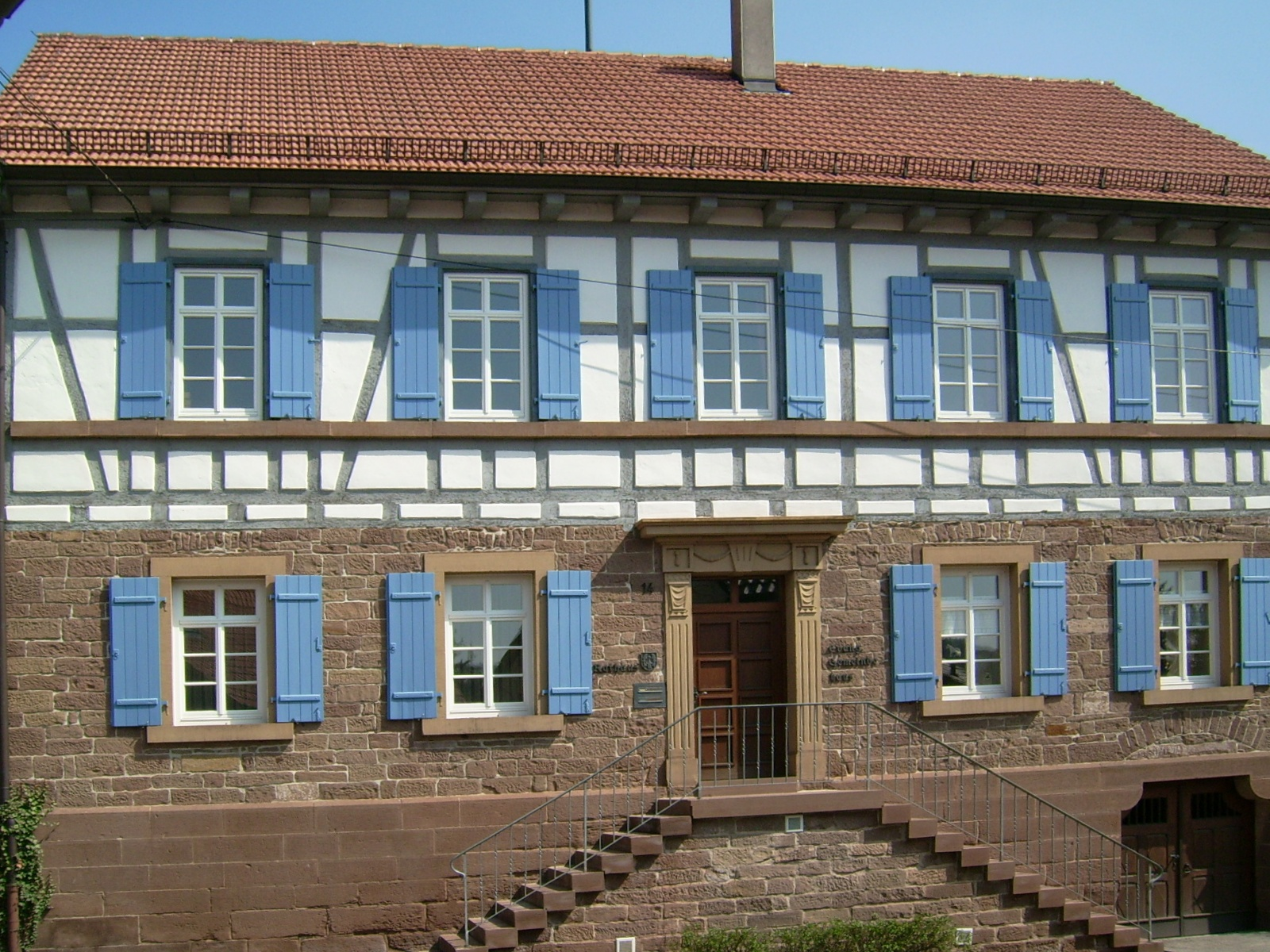
Rathaus
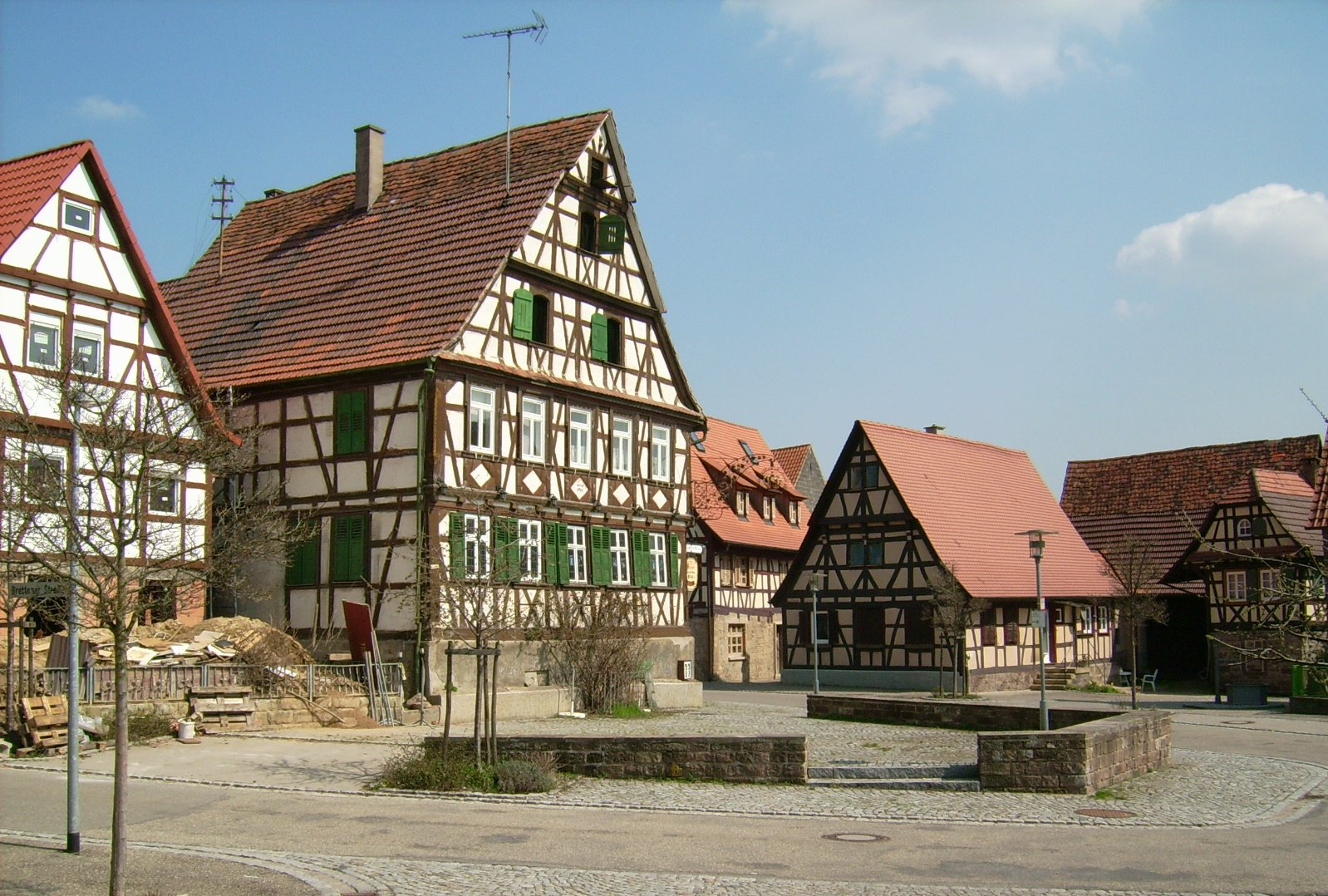
Marktplatz
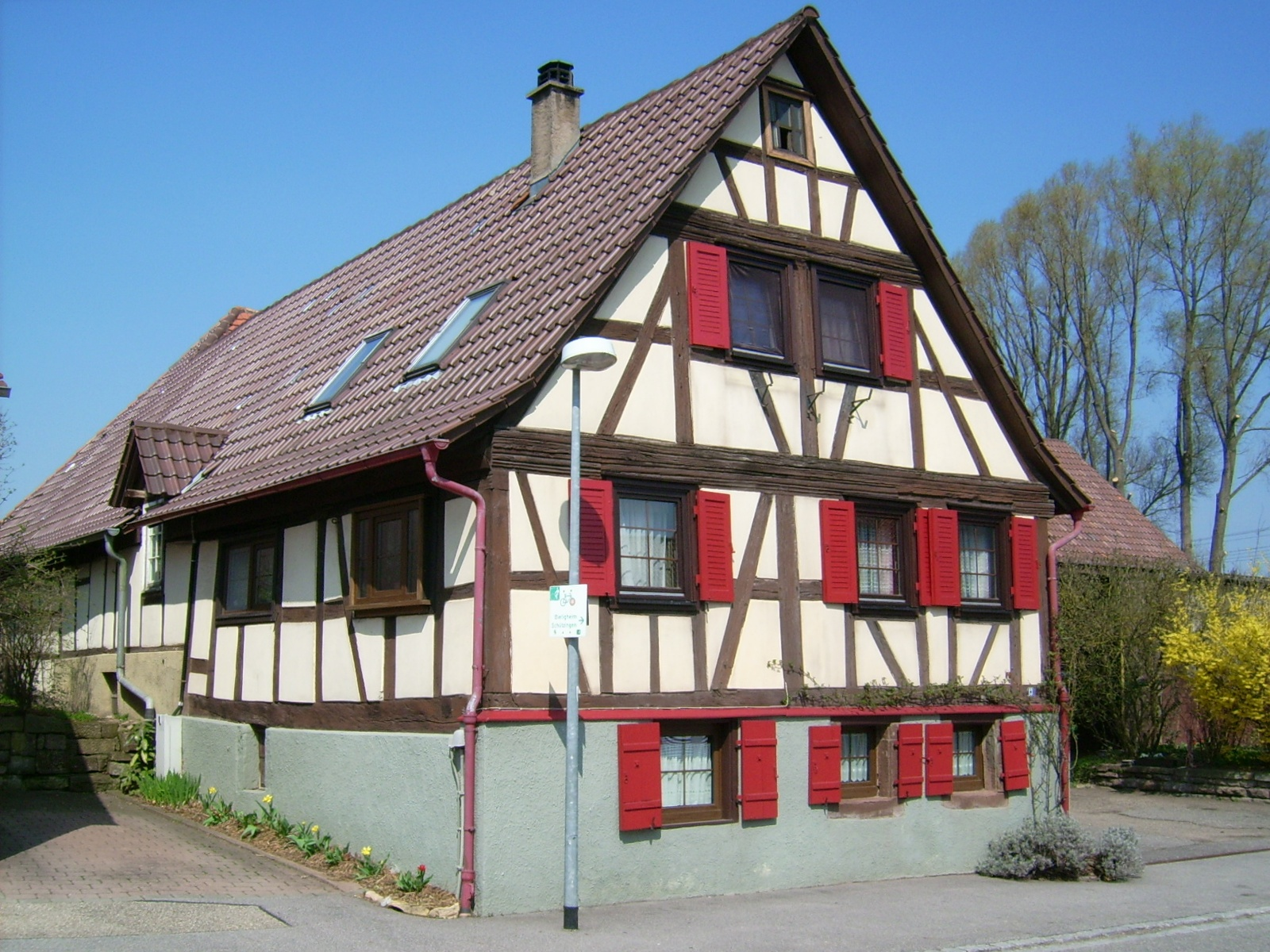
Fachwerkhaus

### Bevölkerungsentwicklung
| Jahr | Einwohner | Männer | Frauen | Bemerkung                         |
| ---- | --------- | ------ | ------ | --------------------------------- |
| 1871 | 0838      | 0439   | 0399   |                                   |
| 1970 | 4709      | 2393   | 2316   | Zusammenschluss mit Schmie        |
| 1975 | 6061      | 3015   | 3046   | Zusammenschluss mit Zaisersweiher |
| 1980 | 5918      | 2929   | 2989   |                                   |
| 1985 | 5861      | 2883   | 2978   |                                   |
| 1990 | 6248      | 3114   | 3134   |                                   |
| 1995 | 6411      |        |        |                                   |
| 1996 | 6346      | 3134   | 3212   |                                   |
| 1997 | 6300      | 3119   | 3181   |                                   |
| 1998 | 6248      | 3114   | 3134   |                                   |
| 1999 | 6335      | 3118   | 3217   |                                   |
| 2000 | 6353      | 3119   | 3234   |                                   |
| 2001 | 6511      | 3193   | 3318   |                                   |
| 2002 | 6647      | 3269   | 3378   |                                   |
| 2003 | 6670      | 3264   | 3406   |                                   |
| 2004 | 6656      | 3269   | 3396   |                                   |
| 2005 | 6802      | 3348   | 3454   |                                   |
| 2010 | 6514      | 3188   | 3326   |                                   |
| 2015 | 6463      | 3184   | 3279   |                                   |

## Politik

### Gemeinderat
Der Gemeinderat in Maulbronn besteht aus 18 gewählten ehrenamtlichen Gemeinderätinnen und -räten und dem Bürgermeister als Vorsitzendem. Der Bürgermeister ist im Gemeinderat auch stimmberechtigt.
Die Kommunalwahl am 9. Juni 2024 führte zu folgendem Ergebnis.
| Parteien und Wählergemeinschaften | Parteien und Wählergemeinschaften           | % 2024  | Sitze 2024 | % 2019 | Sitze 2019 | Kommunalwahl 2024 %403020100 33,47 %22,74 %23,76 %20,03 %n. k. % BWVCDULMUSPDFdZGewinne und Verlusteim Vergleich zu 2019 %p 4 2 0 −2 −4+3,77 %p−2,86 %p−2,34 %p+3,33 %p−1,8 %pBWVCDULMUSPDFdZ |
| BWV                               | Bürgerliche Wählervereinigung               | 33,47   | 6          | 29,7   | 5          | Kommunalwahl 2024 %403020100 33,47 %22,74 %23,76 %20,03 %n. k. % BWVCDULMUSPDFdZGewinne und Verlusteim Vergleich zu 2019 %p 4 2 0 −2 −4+3,77 %p−2,86 %p−2,34 %p+3,33 %p−1,8 %pBWVCDULMUSPDFdZ |
| CDU                               | Christlich Demokratische Union Deutschlands | 22,74   | 4          | 25,6   | 5          | Kommunalwahl 2024 %403020100 33,47 %22,74 %23,76 %20,03 %n. k. % BWVCDULMUSPDFdZGewinne und Verlusteim Vergleich zu 2019 %p 4 2 0 −2 −4+3,77 %p−2,86 %p−2,34 %p+3,33 %p−1,8 %pBWVCDULMUSPDFdZ |
| LMU                               | Liste Mensch und Umwelt                     | 23,76   | 4          | 26,1   | 5          | Kommunalwahl 2024 %403020100 33,47 %22,74 %23,76 %20,03 %n. k. % BWVCDULMUSPDFdZGewinne und Verlusteim Vergleich zu 2019 %p 4 2 0 −2 −4+3,77 %p−2,86 %p−2,34 %p+3,33 %p−1,8 %pBWVCDULMUSPDFdZ |
| SPD                               | Sozialdemokratische Partei Deutschlands     | 20,03   | 4          | 16,7   | 3          | Kommunalwahl 2024 %403020100 33,47 %22,74 %23,76 %20,03 %n. k. % BWVCDULMUSPDFdZGewinne und Verlusteim Vergleich zu 2019 %p 4 2 0 −2 −4+3,77 %p−2,86 %p−2,34 %p+3,33 %p−1,8 %pBWVCDULMUSPDFdZ |
| FdZ                               | Für die Zukunft                             | –       | –          | 1,8    | 0          | Kommunalwahl 2024 %403020100 33,47 %22,74 %23,76 %20,03 %n. k. % BWVCDULMUSPDFdZGewinne und Verlusteim Vergleich zu 2019 %p 4 2 0 −2 −4+3,77 %p−2,86 %p−2,34 %p+3,33 %p−1,8 %pBWVCDULMUSPDFdZ |
| Gesamt                            | Gesamt                                      | 100     | 18         | 100    | 18         | Kommunalwahl 2024 %403020100 33,47 %22,74 %23,76 %20,03 %n. k. % BWVCDULMUSPDFdZGewinne und Verlusteim Vergleich zu 2019 %p 4 2 0 −2 −4+3,77 %p−2,86 %p−2,34 %p+3,33 %p−1,8 %pBWVCDULMUSPDFdZ |
| Wahlbeteiligung                   | Wahlbeteiligung                             | 66,38 % | 66,38 %    | 62,1 % | 62,1 %     | Kommunalwahl 2024 %403020100 33,47 %22,74 %23,76 %20,03 %n. k. % BWVCDULMUSPDFdZGewinne und Verlusteim Vergleich zu 2019 %p 4 2 0 −2 −4+3,77 %p−2,86 %p−2,34 %p+3,33 %p−1,8 %pBWVCDULMUSPDFdZ |

### Bürgermeister
Bürgermeister Maulbronns ist seit dem 1. Juli 2023 Aaron Treut (parteilos). Er wurde am 2. April 2023 mit 69,7 Prozent der Stimmen gewählt. Er folgte Andreas Felchle (CDU) nach, der von 1992 bis 2023 amtierte und sein Amt vorzeitig zum 30. Juni 2023 niedergelegt hatte.
Frühere Bürgermeister:
- 1976 bis 1992: Dieter Dziellak
- 1992 bis 2023: Andreas Felchle

### Wappen

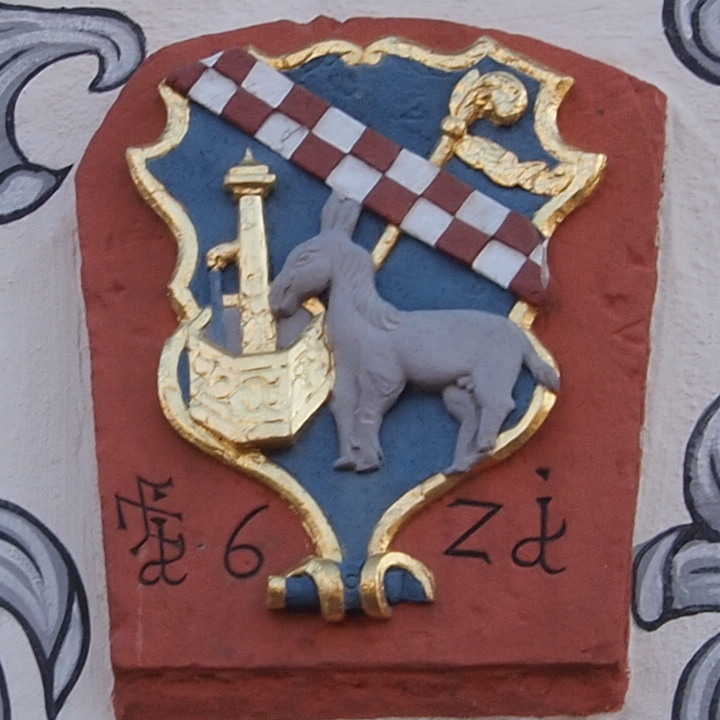
Maulbronner Wappen von 1621 an der Kirche in Diefenbach

Die Blasonierung des Wappens lautet: „In Schwarz auf einem erniedrigten, doppelreihig von Rot und Silber geschachten Balken ein nach links gekehrter laufender goldener Brunnen und ein stehender goldener Maulesel mit goldener Traglast (Sack).“
In einer Abstimmung entschieden sich zwei Drittel der Bürger für diesen Entwurf des Kunstmalers Immanuel Knayers, der 1962 von der Archivdirektion zugelassen wurde.

### Städtepartnerschaften
- Valdahon in Frankreich ist Partnerstadt von Maulbronn.
- Außerdem besteht seit einigen Jahren eine Schulpartnerschaft mit einer Schule aus Nottingham

## Wirtschaft und Infrastruktur
Maulbronn, das an der Württemberger Weinstraße liegt, ist ein bedeutender Weinbauort mit den Lagen Reichshalde, Eilfingerberg und Klosterstück, die zur Großlage Stromberg im Bereich Württembergisch Unterland gehören.

### Verkehr
Maulbronn liegt an der Bundesstraße 35, die seit 1959 als Ortsumgehung südlich an der Stadt vorbeiführt.

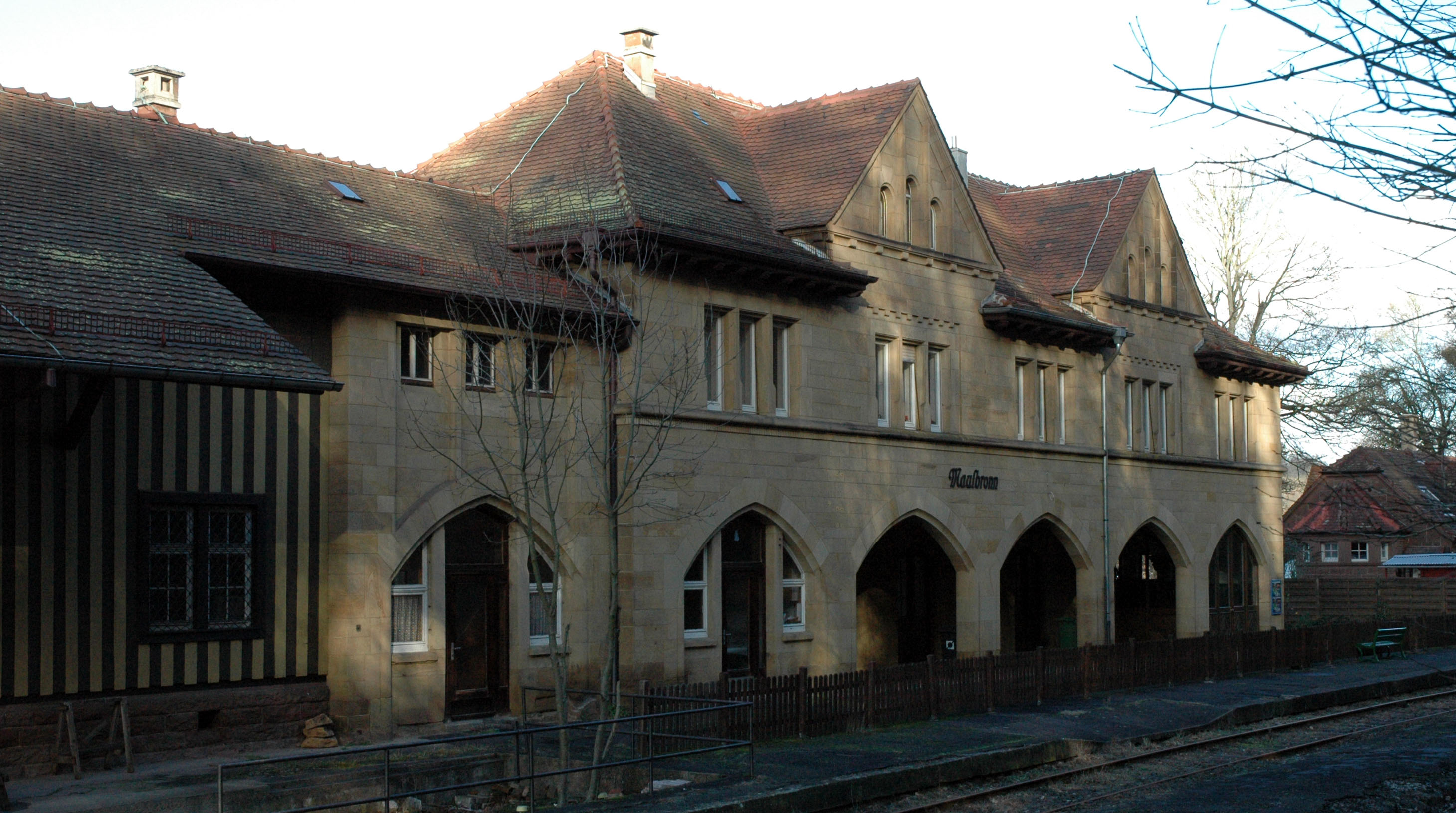
Stadtbahnhof Maulbronn in architektonischer Anlehnung an das Kloster (Januar 2007)

Maulbronn verfügt mit dem Bahnhof Maulbronn West seit 1853 über eine ca. 3,5 km vom Stadtzentrum entfernt im Wald gelegene Station an der Westbahn Bietigheim-Bissingen–Bruchsal. Diese ungünstige Bahnhofslage hat topografische Gründe. Die Westbahn erhielt einen Tunnel südlich des Bahnhofs (Name nach dem Zweiten Weltkrieg) Maulbronn West, der bei der Elektrifizierung westlich umfahren, danach als Weinkeller weiter genutzt und anschließend (1998) zu einem Schießstand umgebaut wurde. Der Weinkeller und der Schießstand werden heute nicht mehr genutzt. Das Gelände ist in Privatbesitz. Seit 1914 gibt es die Nebenbahn von Maulbronn West, die diesen Bahnhof mit der Stadt verbindet, der Westbahnhof (Name zu Reichsbahnzeiten) wurde damit zum Keilbahnhof. Der reguläre Personenverkehr auf der Nebenstrecke wurde 1973 eingestellt, seit 1996 gibt es jedoch an Wochenenden im Sommer wieder Ausflugszüge, die Touristen unter dem Namen „Klosterstadt-Express“ eine Anreise zum Kloster ermöglichen sollen. Der „Klosterstadt-Express“ fährt „auf den Spuren Hermann Hesses“ von Tübingen über Calw nach Maulbronn, in Maulbronn West besteht Anschluss an die Regionalbahn. Darüber hinaus gibt es seit 2004 ein Anrufsammeltaxi, das eine Verbindung zwischen Stadt und Bahnhof und damit zur Regionalbahn herstellt.
Über das Gemeindegebiet verläuft auch die Schnellfahrstrecke Mannheim–Stuttgart, unter anderem im Freudensteintunnel.

#### Radverkehr
Durch eine Alltagsroute aus dem Radnetz Baden-Württemberg ist das Maulbronner Gewerbegebiet Talweg über Knittlingen mit Bretten und in der anderen Richtung über Ötisheim mit Mühlacker verbunden. Im Umfeld des B35-Anschlusses wird jedoch die stark belastete Pforzheimer Straße genutzt, die keinen Radweg aufweist; und zwischen dem Bahnhof Maulbronn West und Ötisheim verläuft die Route großteils auf einem Waldweg.
Der Stromberg-Murrtal-Radweg führt als Landes-Radfernweg von Karlsruhe nach Gaildorf und verbindet damit den Rheinradweg mit dem Kocher-Jagst-Radweg. Er kommt von Königsbach-Stein über Neulingen und an Kleinvillars (Stadt Knittlingen) vorbei nach Maulbronn und führt weiter über den Stadtteil Zaisersweiher nach Vaihingen an der Enz (über dessen Stadtteil Horrheim).

### Gerichte
Maulbronn verfügt über ein Amtsgericht, das zum Landgerichts- und OLG-Bezirk Karlsruhe gehört.

### Bildungseinrichtungen
Im Kloster Maulbronn befindet sich seit 1556 eine evangelische Klosterschule, heute das Evangelische Seminar, ein staatliches Gymnasium mit kirchlichem Internat für Jungen und Mädchen ab der 9. Klasse.
Daneben gibt es noch das Salzach-Gymnasium und mit der Schule am Silahopp eine Grund-, Haupt- und Werkrealschule.
Die Schule am Silahopp in der Klosterstadt Maulbronn ist eine rund 40 Jahre alte Grund- und Hauptschule mit Werkrealschulzug und hat im Schuljahr 2010/2011 321 Schüler in den Klassen 1–10.
Das Salzach-Gymnasium Maulbronn (SGM) ist ein Gymnasium mit ungefähr 430 Schülern. Der Einzugsbereich umfasst 10 Gemeinden.

## Kultur und Sehenswürdigkeiten

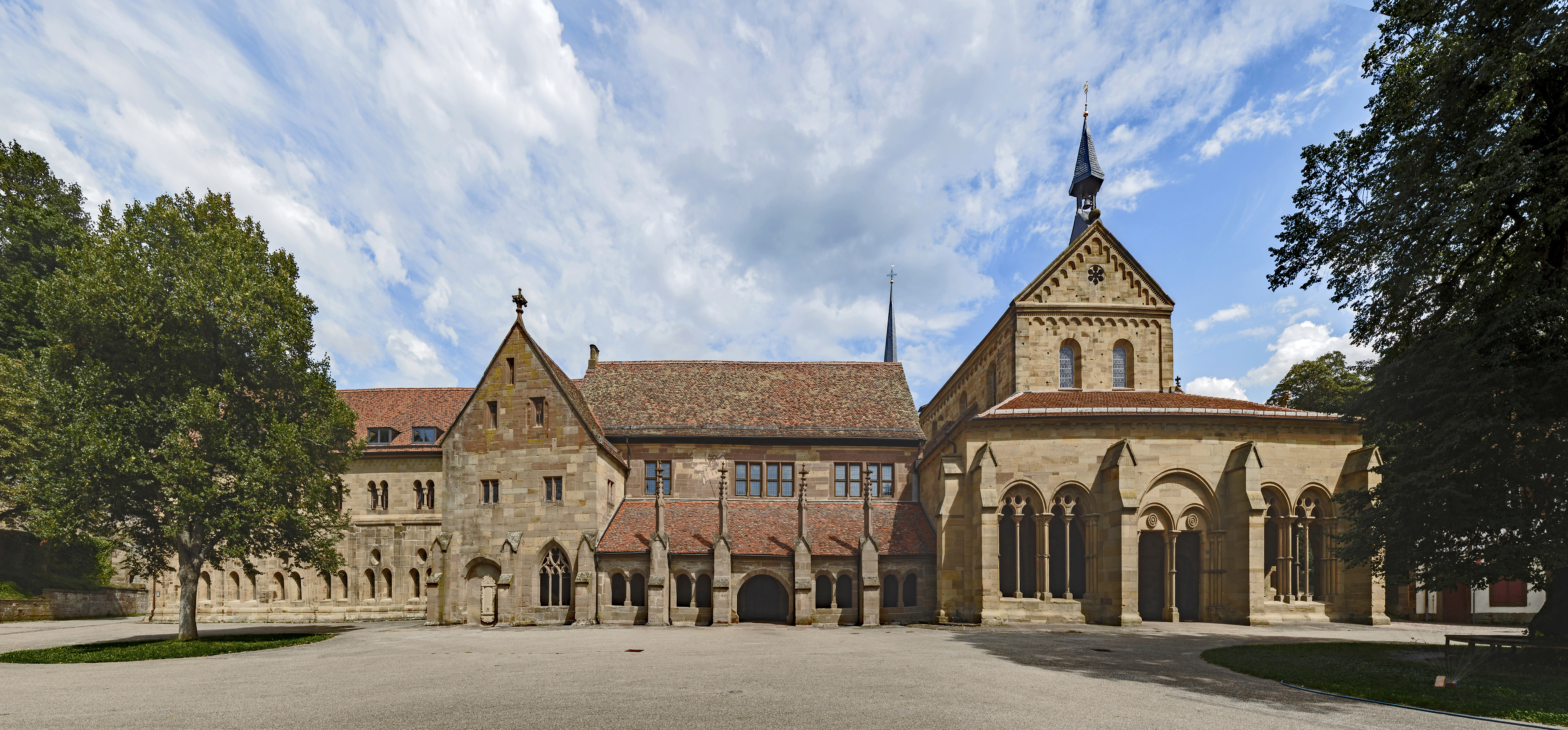
Kloster Maulbronn

Das ehemalige Zisterzienserkloster Maulbronn ist seit 1993 Weltkulturerbe der UNESCO. Es beherbergt seit über 450 Jahren eine Klosterschule, das evangelische Seminar Maulbronn. Hermann Hesse hat in seinen Büchern Narziss und Goldmund und Unterm Rad der Anlage ein literarisches Denkmal gesetzt. Im Kloster hat außerdem der Maulbronner Kammerchor seinen Sitz.
Teile der künstlich angelegten Fischgewässer und Weinberge sind erhalten. Die Weinlage Maulbronner Eilfingerberg wurde vor ca. 850 Jahren von Zisterziensermönchen angelegt.
Der Weinbuchautor Ernst Hornickel schreibt in Die Spitzenweine Europas über den Eilfingerberg: „Diese uralten Weingärten beim idyllischen Kloster Maulbronn werden von den meisten Experten als wertvollste Rebhügel des ganzen Landes eingestuft.“
Zur Herkunft des Namens Eilfinger wird folgende Geschichte erzählt: „Im Kloster Maulbronn lebten die Mönche einst streng nach der harten Ordensregel der Zisterzienser. In den Fastenzeiten durften sie keinen Wein trinken. Deshalb tauchten sie nur ihre Finger in das köstliche Nass, um sie danach abzuschlecken. Manch einer der Klosterbrüder wünschte sich dabei, elf statt derer zehn Finger zu haben. Aus diesem frommen Wunsch, der bald zur festen Redewendung wurde, leitet sich der Name ‚Elf-Fingerberg‘ ab. Freilich schrieb man damals noch nicht ‚elf‘ sondern ‚eilf‘, so dass man auf dem Flaschenetikett heute die historische Schreibweise findet. Die Weine vom Eilfingerberg haben ein sehr eigenständiges Profil, das auf dem besonderen Kleinklima und dem in der Region selten zu findenden Bodentyp basiert.“ (Quelle: Hofkammer-Kellerei)
Im Wald verläuft ein Teilstück der Eppinger Linien, einer Ende des 17. Jahrhunderts angelegten Verteidigungslinie gegen französische Truppen.
2011 wurde ein Skulpturenweg Maulbronn in der Talaue der Salzach eingerichtet. Acht Skulpturen überregional bekannter Künstler sind ausgestellt.
Die Kunstsammlung Heinrich, eine Stiftung der Stadt Maulbronn, zeigt schwerpunktmäßig Kunstwerke der Berliner Malerei zwischen den 1970er und 1980er Jahren. Das Museum befindet sich in einem ehemaligen Wirtschaftsgebäude des Maulbronner Klosters und war einst eine Scheune mit Viehställen und Heuböden.

## Persönlichkeiten

### Söhne und Töchter der Stadt
- Magdalena Sibylla Rieger (1707–1786), Dichterin
- Karl August von Faber (1782–1850), geboren in Zaisersweiher, Generalsuperintendent von Reutlingen, Landtagsabgeordneter
- Ernst Gustav von Rümelin (1785–1850), württembergischer Oberamtmann, Landtagsabgeordneter
- Christian Märklin (1807–1849), protestantischer Theologe
- Ernst Osiander (1829–1864), Orientalist und Geistlicher
- Theodor Münz (1872–1933), württembergischer Oberamtmann und Landrat
- Therese Köstlin (1877–1964), Lyrikerin und Liedtexterin
- Gerhard Lang (1881–1974), Verleger, „Erfinder“ des Adventskalenders
- Herold Georg Wilhelm Johannes Schweickerdt (1903–1977), südafrikanischer Botaniker deutscher Abstammung, geboren in Schmie
- Robs Mayer (1907–1989), Maler, Grafiker und Kunsterzieher
- Elisabeth Hannover-Drück (1928–2009), Frauenrechtlerin und Historikerin
- Arno Combe (* 1940), Erziehungswissenschaftler und Hochschullehrer
- Uta Süße-Krause (* 1955), Photographin und Musikerin
- Uli Binetsch (* 1961), Musiker
- Susanne Berkenheger (* 1963), Künstlerin, Autorin und Satirikerin
- Harald Glööckler (* 1965), Modedesigner, geboren in Zaisersweiher

### Ehrenbürger der Stadt
- 1912: Karl Klotz, Stadtpfarrer
- 1919: Franz Baeuerle, Großhandelskaufmann in Stuttgart, Helfer von Armen und Hilfsbedürftigen
- 1927: Oskar Wilhelm Schrade, Bezirksnotar, Helfer in wirtschaftlicher Not
- 1929: Hermann Röger, Landrat
- 1933: Adolf Hitler, Politiker, Diktator. Die Ehrenbürgerwürde wurde mit Gemeinderatsbeschluss vom 19. Dezember 2007 aberkannt.[15]
- 1936: Albert Burrer, Steinbruchbesitzer und Hofsteinmetzmeister
- 1951: August Kienzle, Altbürgermeister
- 1957: Willy Schenk, Industrieller, Ehrenbürger (Zaisersweiher)[16]
- 1957: Heinrich Spieth, Chefarzt des Krankenhauses
- 1979: Martin Süsse, Kirchenmusikdirektor
- 1999: Dieter Spieth († 2014), Gründer des Kinderzentrums
- 2014: Jürgen Budday, Kirchenmusikdirektor
- 2016: Ewald Link († 2024), Stadtrat[17]

### Ehemalige Schüler des Evangelischen Seminars
- Johannes Kepler (1571–1630), Astronom
- Friedrich Hölderlin (1770–1843), Lyriker
- Hermann Hesse (1877–1962), Schriftsteller